# Nepeta cataria
Nepeta cataria L., conhecida pelos nomes comuns de erva-gateira, erva-dos-gatos, gatária ou nêveda-dos-gatos, é uma espécie de planta herbácea do género Nepeta da família Lamiaceae, nativa da Europa e do sudoeste da Ásia Central e naturalizada muitas regiões temperadas. Seu nome comum tem origem no efeito excitante que exerce sobre gatos domésticos e até mesmo de grandes felinos como leões, tigres, leopardos e jaguatiricas.
Isso acontece devido à presença de nepetalactonas, para a planta, têm a função de protegê-la contra insetos ou atrair predadores e parasitas que se alimentam desses insetos. Por essa razão, a erva-dos-gatos também é utilizada como repelente, sendo eficaz contra moscas, mosquitos, ácaros e carrapatos.
As nepetalactonas produzidas pela erva-dos-gatos induzem sensações de bem-estar e comportamentos ativos em cerca de 68% dos gatos. Portanto, é usada para enriquecimento ambiental através da estimulação olfativa, melhorando a qualidade de vida e a socialização dos gatos, especialmente daqueles que vivem em ambientes confinados. 

## Descrição
A erva-do-gato desenvolve-se naturalmente em solos calcários em várias partes da Europa e da Ásia. É uma erva comum nos jardins da América do Norte. Suas folhas e hastes são cobertas por pelos esbranquiçados. As flores, purpúreas ou brancas e com pontinhos vermelhos, crescem no alto das hastes.
O uso do chá de erva-dos-gatos era apreciado na Europa no tempo dos romanos. Na Idade Média as folhas eram usadas para condimentar carnes. Na França, como tempero para molhos e sopas.
No Brasil, o cultivo da cataria é desenvolvido especialmente para uso na medicina veterinária de felinos, sendo também usada como enchimento de brinquedos de pano para gatos.

## Benefícios
A erva do gato oferece diversos benefícios para os felinos, contribuindo para o seu bem-estar e promovendo o enriquecimento ambiental. 
1. Redução do estresse
   As nepetalactonas presentes na erva do gato interagem com os receptores olfativos dos felinos, desencadeando respostas eufóricas ou de relaxamento, resultando em uma sensação de bem-estar para aqueles que são responsivos a essa substância. Dessa forma, o catnip ajuda a reduzir o estresse e suas consequências, sendo útil em situações desafiadoras, como:
- Mudanças na rotina;
- Introdução de novos membros na família;
- Mudanças de ambiente;
- Deslocamentos ou transportes.

2. Melhora na socialização
  O catnip pode servir como um estímulo social entre animais, especialmente em ambientes com múltiplos gatos, ou entre os animais e seus tutores. Seu uso pode ser introduzido como parte das estratégias para reduzir conflitos, promovendo interações e criando associações positivas durante atividades recreativas compartilhadas ou na manipulação do felino.
3. Aumento de atividade física
   A erva do gato é útil para estimular a atividade física e o instinto de caça quando colocada em brinquedos e playgrounds que permitem escaladas. O efeito eufórico do catnip pode intensificar corridas, pulos e brincadeiras. Promover a atividade motora adequada ajuda no gasto calórico, evitando o sobrepeso em animais que vivem confinados e tendem a ser mais sedentários.